# Notacanthus sexspinis
Espèce
Notacanthus sexspinis est une espèce de poisson appartenant à la famille des Notacanthidae.